# 魔校戦記
『魔校戦記』（まこうせんき）は、祥伝社のノン・ノベルから1999年5月1日に発表された菊地秀行の小説。

## 概要
神泉（しんせん）学園高校は、番長と五人の副番長、”五凶星（ごきょうせい）”が支配し、レイプや暴行、殺人が常態化する魔の学園だった。
ほぼ全ての教師と生徒たちが唯々諾々と彼らの蛮行に為すがまま隷従する中、教師の仁科樹は、会長、副会長、書記、会計の４名からなる”移動生徒会”を召喚した。
ここに世界の命運を賭けて番長派と生徒会の対決が始まる。

## あらすじ
帰宅途中で校医・石留三津子（いしどめ　みつこ）が生徒たちに強姦され、退職する。しかし秋庭校長以下、教師陣は、事件を揉み消そうとする。ただ一人、反対する仁科樹だが決定を覆す事は出来ない。番長派の幹部、”五凶星”たちは、次に樹を強姦する計画や他校との戦いについて話し合うが強力な敵が現れたことを察知する。どこからともなく現れて学校の問題を解消する噂の”移動生徒会”が転校して来たのだ。
早晩にも激突する両者。その一方で秋庭校長は、神泉学園を狙う外部の不良に脅されて生徒会を後援すると約束したがすぐに脅迫されて番長派に寝返る。見兼ねた理事長が「暴力行為を止めて欲しい」と嘆願するも「お願いに過ぎない」と番長派も生徒会も相手にしない。挙句、他の教師や生徒たちも状況次第で「表立って寝返る」と光城は、吐き捨てて生徒会に声援を送る教師とクラスメイトを拒絶する。
生徒会の狙いは、古代から世界を支配する力、”掟”だった。それを抑えれば世界を作り変えることができる。”掟”の隠し場所を守り通せない無様な”五凶星”に愛想を尽かし、ついに番長が姿を見せる。番長は、樹に対し「移動生徒会を呼んだのは貴女（樹）ではない。自分で何もしようとしない教師たちだ」と告げる。また「結果、何も変わらなかった」と話し、過去に幾度となく生徒会が世界を作り変え、何も変わらなかったことを明かした。
樹と西夜が”掟”を巡って争い、二人とも消滅すると”掟”が銀賀に宿る。銀賀の全身を世界の全てが足元から崩れるような感覚が捉えた。

### 補足説明
世界観
魔界都市〈新宿〉や魔人学園と同じくダークな20世紀末の日本を舞台にし、特に魔人学園からは、世界を変える力、多元宇宙、（異世界からの）転校生などの要素を引き継いでいる。他方で巨大生物や超能力者などがありふれた先行２作品に比べれば非現実的な要素が抑えられている。
またストーリーもヒロイックな要素が薄く多くの登場人物（モブ）が番長派や生徒会に対し、日和見的で表面上、賛同を傾けつつ、実際に手を貸さない無関心な描写が目立ち、主人公たちに共感して手を貸してくれるキャラクターはいない。
神泉学園高校
〈神泉〉と呼ばれる万病に効く泉や古代の”掟”があり、伝説の番長が君臨している。
番長組織とは別に表向きの生徒会も存在する。”五凶星”は、番長に次ぐ副番長のハズだが戦闘力に格段な差があり、使い捨ての駒に過ぎない。
物語では、樹が呼んだ移動生徒会と戦うが本来の敵は、外部であり帝凶高、都立磨道高、”関東同盟”など神泉学園を狙う敵は多い。
移動生徒会
全ての悪を粛清する伝説の四人組。
魔人の強さを持つ一方、自分たちがいつ、どこで戦い始めたのか、何度も世界をやり直しているため記憶が判然としない。光城、美也、蒼眉は、完全な死を望んでいるらしい口振りである。
”掟”
この世界を形作る力。古代から存在し、教師や警察も従わなければならないと言われるが子細不明。
例えば「校内で犯罪を起こしても無罪になるのは、若者の未来を守るため」の掟である。理事長が停戦を呼び掛けた時は「学校がなくなると高校生ではなくなって犯罪者になる」という理由から”五凶星”たちが動揺する場面があり、ある意味で経営者が警察などの公権力以上に大きな威信を持っている。また「学校敷地内の資源の有効活用」に関する掟など学生たちの生活に根差したものしか描写がなく世界を変える力でありながら超常的な部分はよく分からない。
神泉学園の番長がこの力を管理して来たが外部の高校は、関東同盟を結び、”掟”を狙っていた。

## 登場人物
- 仁科樹（にしな　いつき） - 24歳の女性教諭、担当科目は不明。番長派が支配する神泉学園の現状に反感を抱いている。ただし平和主義者ではなく不良生徒には、暴行を振るう。
- 光城（こうじょう） - ”移動生徒会”の副会長。美形。ニヒルな性格。樹と行動を共にすることが多い。
- 銀賀（ぎんが） - ”五凶星”の一人。「銀の河」ではなく「賀正の賀」。大学に進み立原道造を研究したいという。争いを好まないが変革を望む訳でもない。

- 夕岐美也（ゆうき　みや） - ”移動生徒会”の会計。倒錯した性格。
- 蒼眉虹丸（そうび　にじまる） - ”移動生徒会”の書記。倒錯した性格。
- 西夜（せいや） - ”移動生徒会”の会長。「聖しこの夜」ではなく「西」。

- 華月（かづき） - ”五凶星”の一人。異様に長い腕を持つ。”五凶星”のまとめ役で多少は、理知的で協調性がある。
- 月島（つきしま） - ”五凶星”の一人。霊魂だけの存在で仮の肉体に留まっている。
- 餓久道信吉（がくどう　しんきち） - ”五凶星”の一人。角刈りのチビ。
- 斬蔵（ざんぞう） - ”五凶星”の一人。赤鞘の日本刀を背負い、潰れた学生帽を被る古風な不良。
- 高津（たかつ） - ”五凶星”候補。虎”邪王”、黒豹”黒竜”を従えている。
- 番長 - 本名不詳。

- 秋庭茂（あきば　しげる） - 神泉学園の校長。如才ない男で日和見主義。

## 刊行歴
- 1999年05月 祥伝社 ISBN 978-4396206635

## 関連作品
小説
- 魔人学園（1988年11月 講談社 ISBN 978-4062042000）
- 魔闘学園（1991年1月、講談社、ISBN 978-4061856677（講談社文庫、1994年6月、ISBN 978-4061856677）